# Rinkebyskogen
Rinkebyskogen är ett skogsområde och ett naturreservat inom Danderyds kommun, Stockholms län. Rinkebyskogen ligger i kommunens nordvästra del och gränsar till Sollentuna kommun och Täby kommun.  Skogen, som är det största grönområdet i kommunen, avgränsas i söder av Edsbergsvägen, som går mellan Danderyd och Sollentuna, och i öster av Enebybergsvägen, som förbinder kommundelarna Danderyd och Enebyberg. 
Vandringsleden Roslagsleden, som är cirka 120 km lång och når via Norrtälje till Grisslehamn, har sin startpunkt vid Rinkebyskogens sydöstra hörn i närheten av Danderyds kyrka. Här finns också flera motionsslingor och en mindre golfbana som tillhör Danderyds golfklubb samt en privatägd driving range. I skogen finns även en numera nedlagd jaktskyttebana. 
Skogen utgör den inre delen av en så kallad grön kil som även sträcker sig genom grannkommunerna. Rinkebyskogen har sitt namn efter Rinkeby gård, som också har givit namnet åt ett bostadsområde med flerbostadshus söder om Edsbergsvägen.
Under 1970-talet fanns det planer att bygga bostäder i en del av Rinkebyskogen, Danderydsberg. De planerna avskrevs dock eftersom tunnelbanan inte byggdes vidare ut mot Täby kommun. 
Svenska Kraftnät har plockat bort det mesta av kraftledningen som gick genom Danderyd och istället grävt ner elkabeln genom Rinkebyskogen. Beslut har tagits om att låta skogen återhämta sig i egen takt på den öppna yta som bildades, med början från ogräs och ängsväxter vidare till buskar, sly och naturligt uppväxt skog med fler lövträd i framtiden. Även nya våtmarker har skapats och informationsskyltar om projektet har satts upp.